# Меморіальний комплекс «Берлінська стіна»

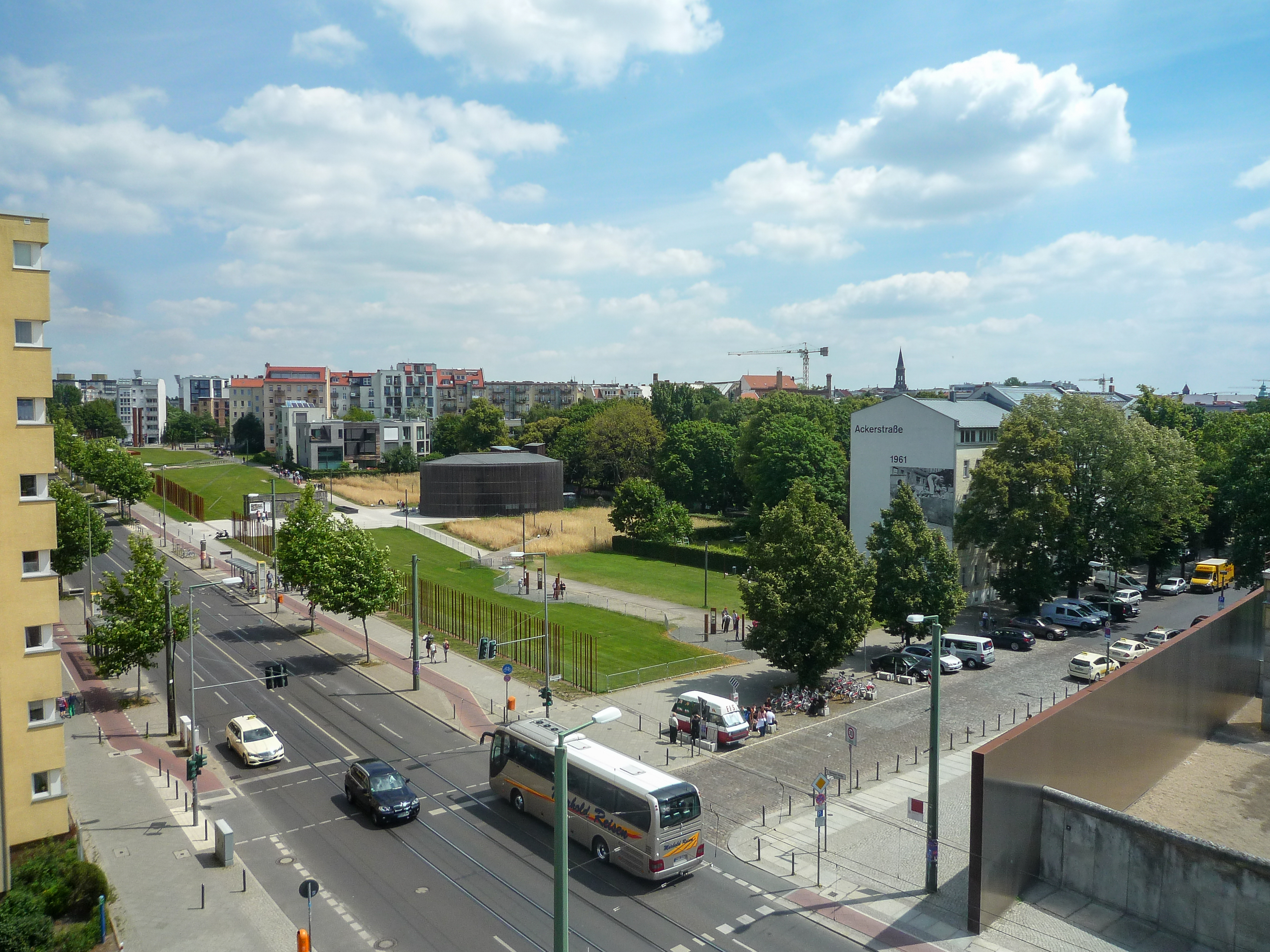
Вид на музейний комплекс

Меморіальний комплекс «Берлінська стіна» (нім. Gedenkstätte Berliner Mauer) — меморіал про розділення Німеччини та зокрема Берліну стіною та вшанування жертв, що загинули, намагаючись перебратися зі східного Берліна в західний. Комплекс був відкритий у 1998 році та збудований за державний кошт. Розташовується на Бернауерштрассе на розі Акерштрассе, до комплексу входять Каплиця Примирення, Документаційний центр Берлінської стіни, відтворена 60-метрова ділянка колишнього кордону, вікно пам'яті. 

## Історія
На замовлення федерального уряду Берліна Німецький історичний музей запропонував ідею комплексу. Архітектурна студія Kohlhoff & Kohlhoff розробила проєкт. Вартість будівництва склала 2,2 млн німецьких марок. Федеральний уряд взяв на себе витрати на будівництво, тоді як держава обіцяла покрити витрати на роботу.  11 вересня 2008 року Палата представників Берліна затвердила відкриття меморіалу в річницю дня падіння Берлінської стіни. 

## Опис

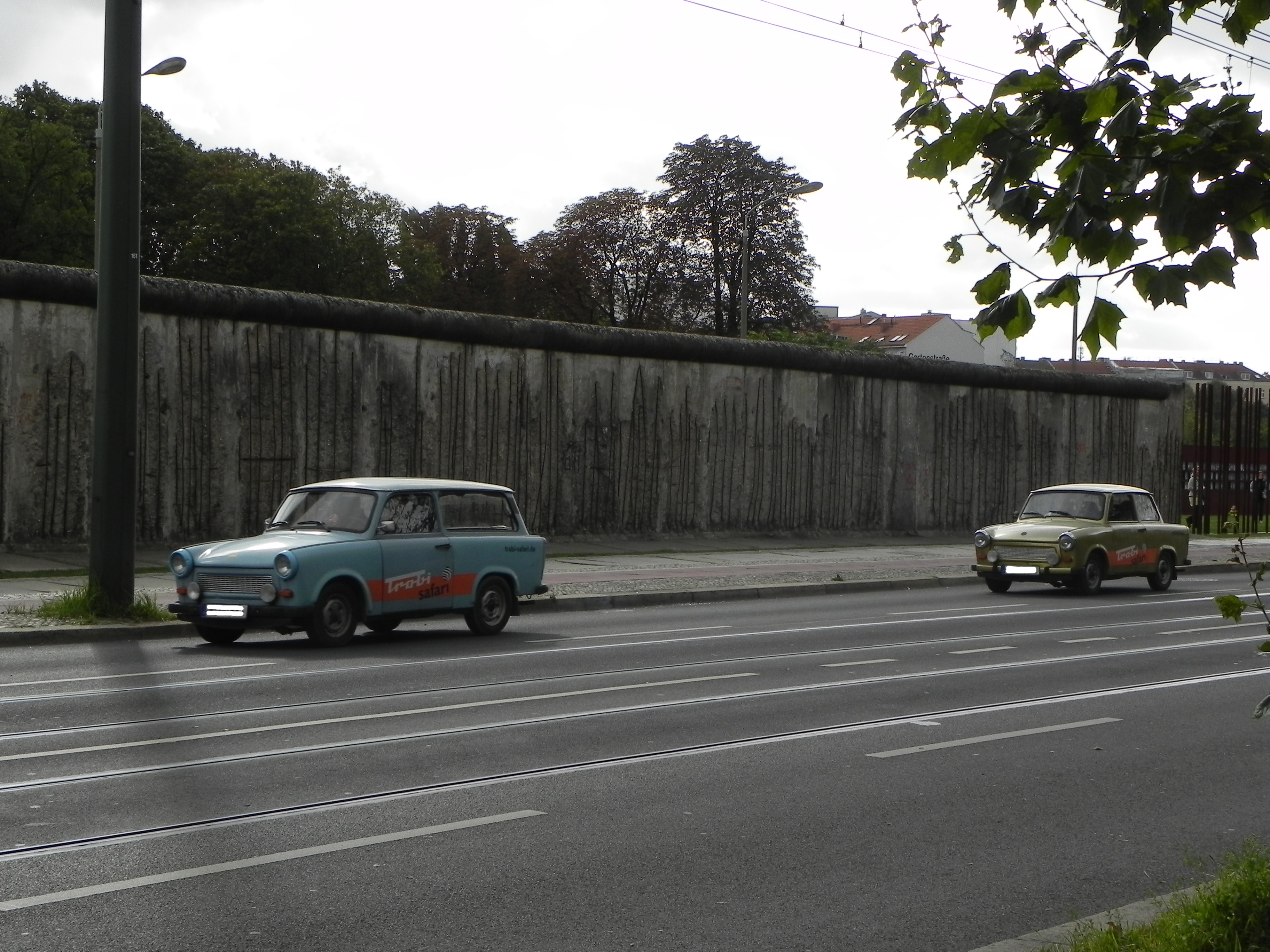
Частина Берлінської стіни

Меморіал включає 60-метрову секцію Берлінської стіни там, де вона розміщувалась до падіння на вулиці, що стала символом розподілу Німеччини: кордон між НДР і ФРН проходив тут інколи по стінах будинків.

### Документаційний центр
Документаційний центр з виставковими залами та інформаційним центром розташований з іншого боку від Бернауерштрассе. До будівлі входить п'ятиповерхова оглядова вежа з якої можна оглянути музейний комплекс. 

### Каплиця примирення
Каплиця Примирення була розроблена архітекторами Пітером Ротом та Рудольфом Сассом, має овальну форму з фасадом з дерев’яних стрижнів. Каплиця включає молитовну кімнату та артефакти Церкви Примирення, яка стояла на місці, поки не була знищена в 1985 році, оскільки вона знаходилася всередині прикордонної смуги. 